# Itämävaara
Itämävaara är en kulle i Finland. Den ligger i Enontekis i landskapet Lappland, i den norra delen av landet, 900 km norr om huvudstaden Helsingfors. Toppen på Itämävaara är 471 meter över havet, eller 92 meter över den omgivande terrängen. Bredden vid basen är 1,8 km.
Terrängen runt Itämävaara är huvudsakligen platt. Trakten runt Itämävaara är nära nog obefolkad, med mindre än två invånare per kvadratkilometer. Närmaste större samhälle är Karesuvanto, 15,1 km väster om Itämävaara. Omgivningarna runt Itämävaara är i huvudsak ett öppet busklandskap.